# Dennis Green
Dennis Allan Green, född 26 maj 1931 i Epping utanför Sydney, död 5 september 2018 i Sydney, var en australisk kanotist.
Green blev olympisk bronsmedaljör i K-2 10000 meter vid sommarspelen 1956 i Melbourne.